# Gabriele Tarquini
Gabriele Tarquini (Giulianova, 2 marzo 1962) è un ex pilota automobilistico italiano, campione mondiale turismo nel 2009 e vincitore della Coppa del mondo turismo nel 2018.

## Carriera

### Inizi e Formula 1
Nato in Abruzzo e soprannominato fin da giovane "il Cinghiale" o "il Cinghio" per il suo stile caparbio, la sua grinta e l'aggressività in corsa, ha iniziato a correre con i kart negli anni settanta e ha vinto il campionato italiano nel 1983 e nel 1984, l'europeo nel 1983 e il mondiale nel 1984. Tra il 1985 ed il 1987 ha disputato il campionato internazionale di Formula 3000, nel quale ha ottenuto come migliori risultati alcuni piazzamenti a podio.
Nel Gran Premio di San Marino 1987 ha esordito in Formula 1, alla guida di una Osella, e ha partecipato alle cinque stagioni successive, fino al 1992, con le scuderie Coloni, AGS e Fondmetal. Ha poi fatto un'ultima apparizione nel 1995 con la Tyrrell, scuderia della quale era collaudatore, come sostituto di Ukyo Katayama. In totale ha preso il via in 38 Gran Premi, ha mancato la qualificazione in 15 occasioni e la pre-qualificazione in altre 25; ha colto un unico punto iridato al Gran Premio del Messico 1989, nel quale ha concluso al sesto posto in gara.

### Turismo

#### Inizi
Nel 1987, contemporaneamente al suo impegno nella International Formula 3000, ha fatto il suo debutto nel campionato del mondo turismo a bordo di un'Alfa Romeo 75 privata della scuderia Brixia Corse. Disputa solo le tappe europee, ottenendo come miglior risultato un secondo posto a Spa-Francorchamps e classificandosi al 30º posto assoluto. L'anno successivo, a causa dei suoi impegni in Formula 1, è costretto ad abbandonare temporaneamente le competizioni a ruote coperte.
Nel 1989 viene ingaggiato dalla Scuderia Bigazzi a bordo di una BMW M3 privata, debuttando nel campionato italiano superturismo. Disputa una buona stagione, ottenendo una vittoria e classificandosi al quinto posto assoluto. Confermato anche per la stagione successiva, ottiene due podi e si classifica all'ottavo posto assoluto.
Nel 1992, dopo un anno di assenza, viene ingaggiato dalla CiBiEmme Engineering, sempre a bordo di una BMW M3. Disputa ancora una volta un'ottima annata, ottenendo due podi e classificandosi al quinto posto assoluto. A fine stagione risulterà il migliore tra i piloti non Alfa Romeo, in un campionato dominato dalle vetture italiane.

#### Alfa Romeo

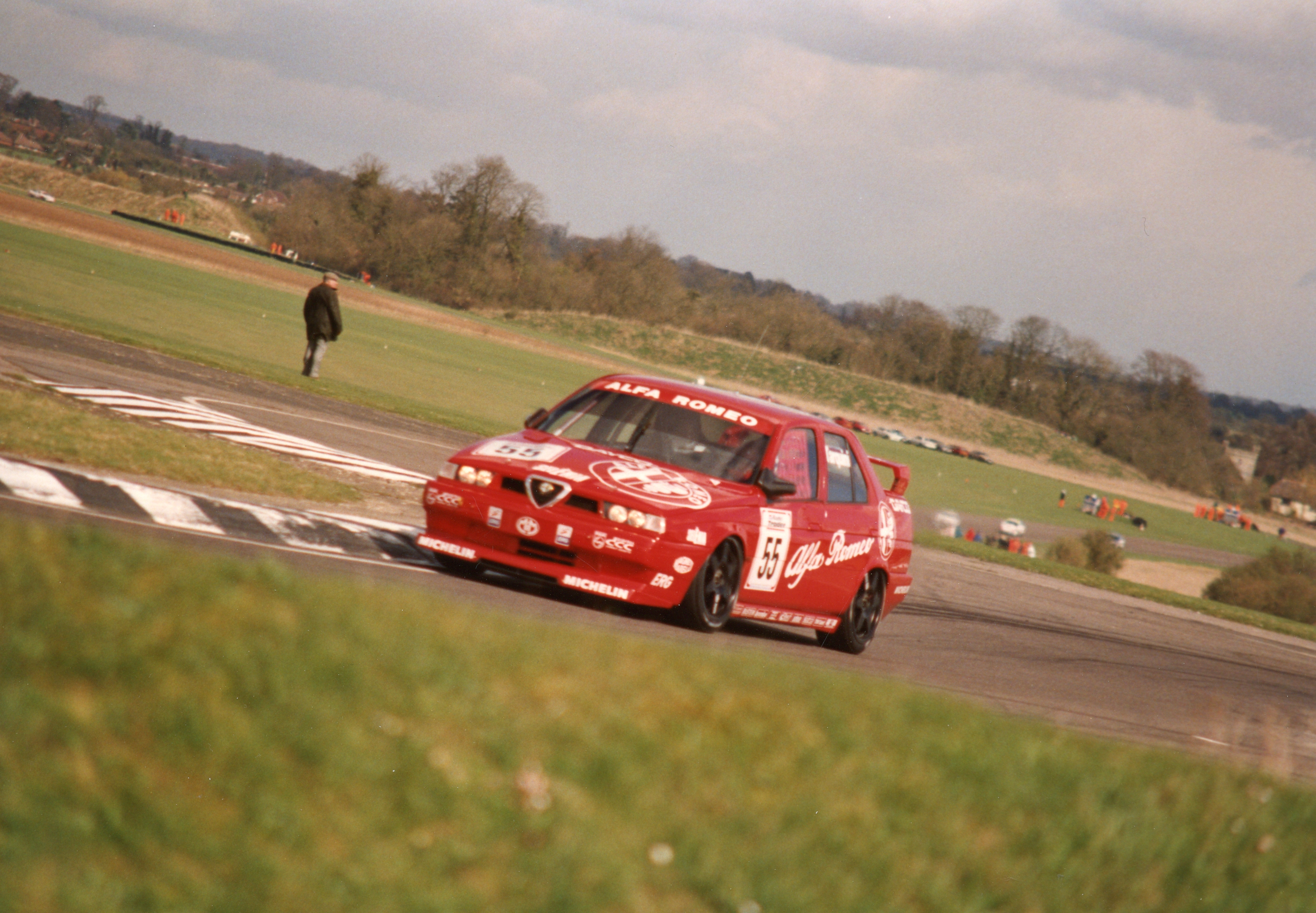
Tarquini al BTCC il 4 aprile 1994 su una Alfa 155 Silverstone campione a fine stagione

Nel 1993, lasciata la Formula 1, decide di concentrarsi a tempo pieno sulle competizioni turismo. Con l'introduzione delle specifiche D2, viene ingaggiato dall'Alfa Romeo e fa ritorno al campionato italiano superturismo. A bordo di un'Alfa Romeo 155 ufficiale, ottiene cinque vittorie e dodici podi complessivi, classificandosi al terzo posto assoluto dietro a Roberto Ravaglia e Fabrizio Giovanardi e risultando il migliore tra i piloti Alfa Romeo.
Nel 1994, in seguito al disimpegno in forma ufficiale dell'Alfa Romeo dal campionato italiano superturismo, passa al campionato britannico turismo. È subito protagonista di un'ottima partenza, ottenendo cinque vittorie nelle prime cinque gare. A fine annata otterrà otto vittorie e quattordici podi complessivi su ventuno gare totali, che gli permetteranno di aggiudicarsi il titolo piloti alla sua stagione d'esordio. La stagione si rivela però ricca di polemiche, a causa dei numerosi reclami presentati dai costruttori rivali nei confronti dei miglioramenti aerodinamici introdotti dalla casa italiana.
Nel 1995 fa ritorno al campionato italiano superturismo. Nel corso delle prime gare ottiene due vittorie e sei podi complessivi, che gli permetteranno di classificarsi al settimo posto assoluto. A metà stagione, tuttavia, visti gli scarsi risultati ottenuti nel campionato britannico turismo, l'Alfa Romeo sceglie di farlo tornare nel suddetto campionato, in sostituzione di Giampiero Simoni. Non riesce però a replicare le prestazioni dell'annata precedente, ottenendo come migliori risultati tre quarti posti e classificandosi sedicesimo assoluto.
Nel 1996 fa il suo debutto nel campionato internazionale turismo (ex Deutsche Tourenwagen Meisterschaft), a bordo di un'Alfa Romeo 155 con specifiche D1. Nel corso della stagione, vista anche la fitta concorrenza di piloti ufficiali Alfa Romeo, Mercedes-Benz e Opel, ottiene una vittoria e un secondo posto, che gli valgono il quattordicesimo posto assoluto.

#### Honda

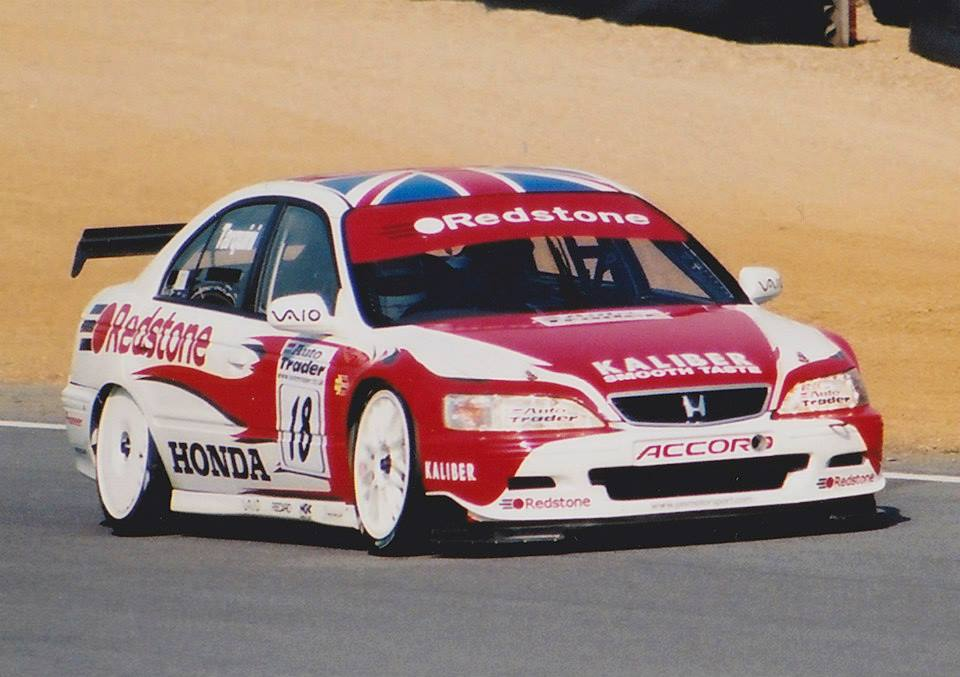
Tarquini alla guida di un'Honda Accord nel 2000

Nel 1997, con la fine del ciclo delle specifiche D1, lascia l'Alfa Romeo e firma un contratto quinquennale con la Honda. Per la sua stagione di debutto con il costruttore giapponese ha fatto ritorno nel campionato britannico turismo alla guida di una Honda Accord ufficiale. Nel corso della stagione ottiene una vittoria e sei podi complessivi, che gli permettono di classificarsi al sesto posto finale.
Nel 1998 passa alla Super Tourenwagen Cup. Nel corso della sua stagione d'esordio ottiene una vittoria e un podio, che gli permettono di classificarsi al settimo posto assoluto e di risultare il migliore tra i piloti Honda. Confermato anche per il 1999, riesce a migliorarsi ulteriormente, ottenendo una vittoria e sette podi complessivi, che gli permettono di classificarsi al quarto posto assoluto.
Nel 2000, in seguito allo scioglimento della Super Tourenwagen Cup, ha fatto ritorno al campionato britannico turismo, sempre alla guida di una Honda Accord ufficiale. Nel corso della stagione ottiene tre vittorie e tre secondi posti, classificandosi al sesto posto finale e risultando il migliore tra i piloti Honda.
Nel 2001, sua ultima stagione con la Honda, fa il suo debutto nel campionato europeo turismo. Disputa una ragione ricca di successi, con nove vittorie e quattordici podi complessivi, che gli valgono il terzo posto assoluto dietro ai piloti ufficiali Alfa Romeo Fabrizio Giovanardi e Nicola Larini.

#### Ritorno all'Alfa Romeo

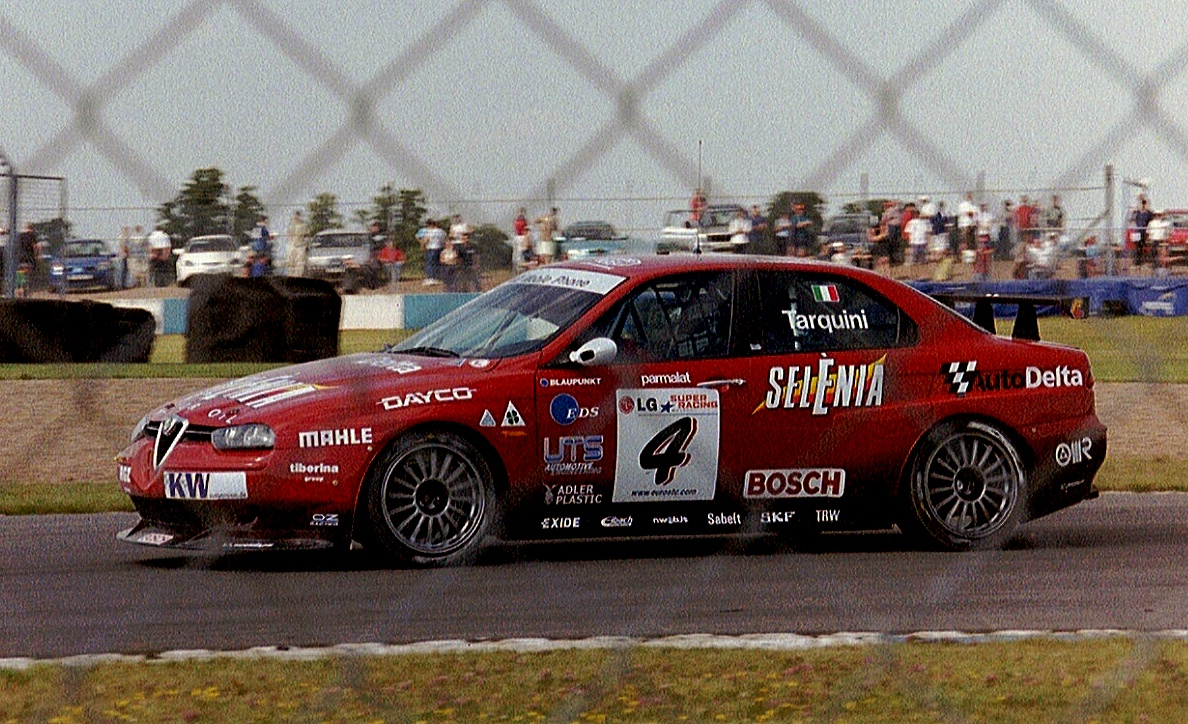
Tarquini alla guida di un'Alfa Romeo 156 ufficiale

Nel 2002, scaduto il suo contratto con la Honda, si ritrova senza un volante ed è costretto a trascorrere un anno lontano dalle corse. Nel corso della stagione, tuttavia, viene ingaggiato dall'Alfa Romeo, facendo così ritorno tra le file del costruttore italiano. Disputa alcune gare di preparazione in vista di un debutto a tempo pieno nella stagione successiva. 
Nel 2003 fa il suo debutto nel campionato europeo turismo a bordo di un'Alfa Romeo 156 ufficiale. Disputa un'ottima, stagione ottenendo sei vittorie e nove podi complessivi, che gli permettono di aggiudicarsi il titolo piloti alla stagione d'esordio esattamente come avvenuto nove anni prima nel BTCC. Confermato anche per la stagione successiva, disputa nuovamente un solido campionato con sei vittorie e dieci podi complessivi, che gli permettono di classificarsi al terzo posto assoluto alle spalle dei piloti ufficiali BMW Andy Priaulx e Dirk Müller.
Nel 2005, in seguito alla trasformazione del campionato europeo turismo nel campionato del mondo turismo, Tarquini, viene confermato dall'Alfa Romeo nella nuova competizione. Le prime gare stagionali si rivelano positive, con ben tre podi in sei gare (un primo, un secondo e un terzo posto). Nella parte centrale della stagione, tuttavia, il pilota italiano ottiene diversi ritiri e piazzamenti fuori dalla zona punti (nonostante un'altra vittoria e un altro secondo posto). Per questo motivo a fine stagione si classifica in settima posizione assoluta (terzo tra i piloti Alfa Romeo).

#### SEAT

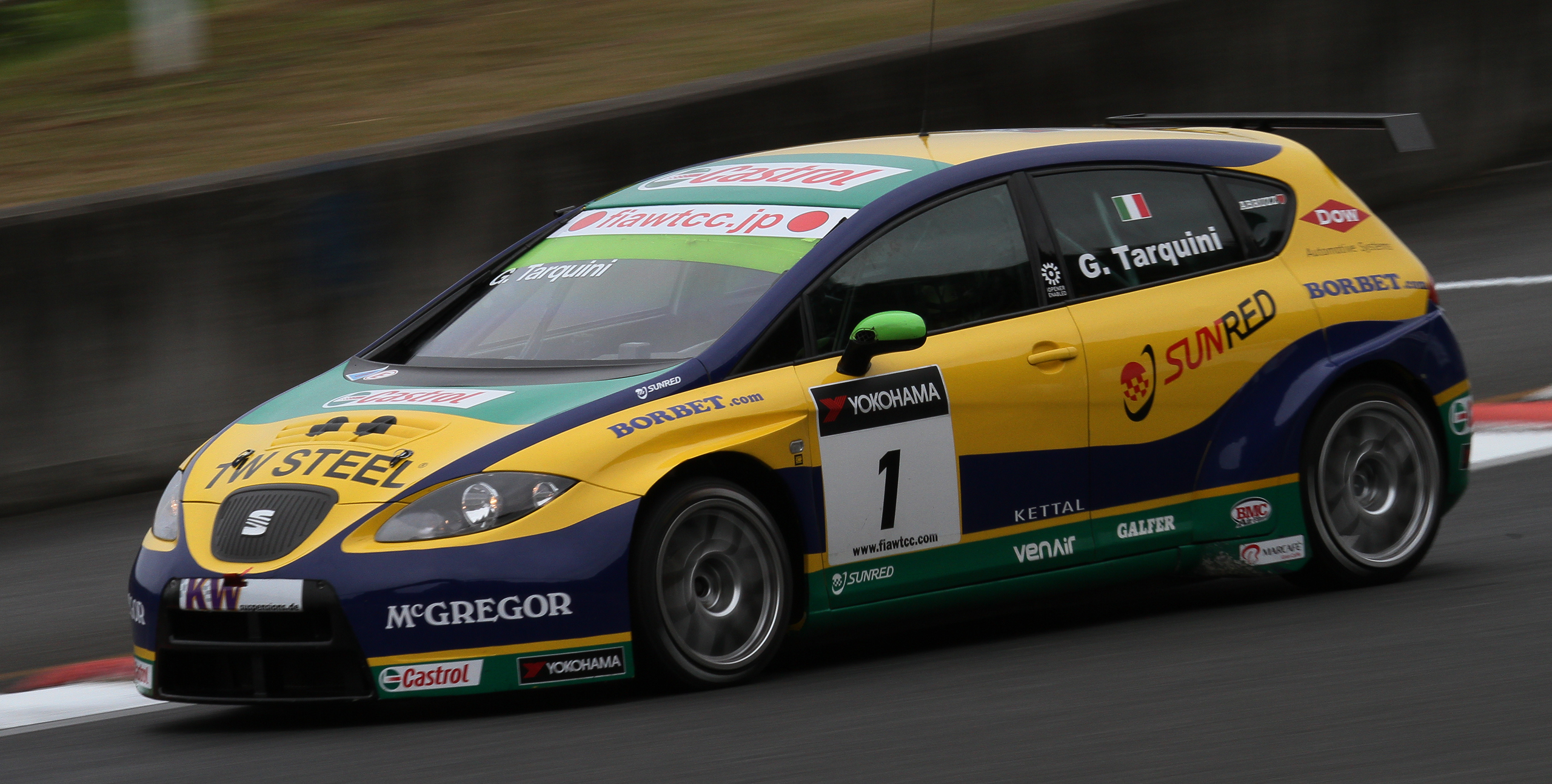
Tarquini a Okayama nel 2010

Nel novembre 2005 è stato ingaggiato dalla SEAT a partire dalla stagione successiva alla guida di una nuovissima SEAT León con specifiche Super 2000. Nella prima parte della stagione ottiene una serie di numerosi piazzamenti a punti consecutivi. Nella seconda parte di stagione, invece, i risultati peggiorano, con diversi ritiri e piazzamenti fuori dalla zona punti. Nonostante ciò, nella gara di Turchia, ha ottenuto prima il suo primo podio e poi la sua prima vittoria con la casa spagnola. A fine stagione si classifica quinto con 57 punti.
Confermato per la stagione 2007, nonostante l'anno di esperienza con la nuova vettura, non è riuscito a migliorare rispetto alla stagione precedente. Al secondo weekend stagionale, nei Paesi Bassi, ottiene la sua prima e unica vettura stagionale. Nella parte centrale di stagione ottiene innumerevoli piazzamenti a punti, ottenendo come miglior risultato un secondo posto in Germania. Per le ultime gare stagionali, inoltre, la sua vettura è stata equipaggiata con un nuovo motore diesel, ottenendo come miglior risultato un secondo posto a Macao. A fine stagione il pilota italiano si classifica ottavo con 62 punti.
Nel 2008 è stato il primo pilota SEAT a essere confermato insieme al compagno di squadra Yvan Muller. Questa stagione sarà letteralmente dominata dalle vetture spagnole, che vinceranno titolo piloti e titolo costruttori con ampio vantaggio. Più nello specifico, Tarquini ottiene una vittoria, un secondo e un terzo posto nelle prime 5 gare, per poi ottenere un'altra vittoria in Repubblica Ceca e una vittoria e un secondo posto in Italia. Una serie di piazzamenti non a punti nella parte centrale di stagione, tuttavia, non gli permettono di aggiudicarsi il titolo, facendolo classificare secondo assoluto con 88 punti proprio dietro a Muller.
Confermato anche per il 2009, durante questa stagione ottiene i suoi migliori risultati in carriera nel WTCC. Nella prima parte della stagione ottiene diversi piazzamenti a punti, tra i quali una vittoria in Brasile e un secondo posto in Marocco. La seconda parte, tuttavia, si rivelerà decisiva: il pilota italiano ottiene infatti due vittorie (in Portogallo e in Italia) e ben otto podi. Grazie a questi risultati riesce ad aggiudicarsi la vittoria finale con 127 punti (4 di vantaggio sul secondo classificato Muller). Questa vittoria gli ha anche permesso di stabilire il record di pilota più anziano a vincere un campionato del mondo FIA, che precedentemente apparteneva a Juan Manuel Fangio fin dal 1957.
Nel 2010 la SEAT ha annunciato il suo ritiro dal WTCC, pur rimanendo nel campionato fornendo il suo supporto alla SUNRED Engineering. Nonostante alcuni problemi economici iniziali, Tarquini è stato confermato dalla nuova scuderia spagnola avendo così la possibilità di difendere il suo titolo. Con il nuovo team semiufficiale, il pilota italiano ha comunque ottenuto ottime prestazioni, ottenendo vittorie in Brasile, Marocco, Belgio, Portogallo e Spagna, oltre a diversi podi nel corso della stagione. Nonostante ciò è stato costretto ad accontentarsi del secondo posto finale con 276 punti, dietro allo storico rivale Muller, passato nel frattempo alla Chevrolet.
Viene confermato dalla SUNRED Engineering anche per il 2011. Rispetto alla stagione precedente, tuttavia, ottiene risultati nettamente inferiori, soprattutto a causa della scarsa competitività della sua vettura rispetto ai principali rivali. Nonostante l'ottenimento di un nuovo motore da 1,6 litri sviluppato dalla SUNRED i risultati non migliorano e il pilota italiano si classifica solo quinto con una vittoria (in Belgio) e cinque podi.
Nel 2012 la SEAT ha preparato una nuova vettura per il WTCC, valutando di tornare a impegno pieno a partire dal 2013. Per questa stagione, Tarquini viene ingaggiato dal Lukoil Racing Team, scuderia supportata dalla SEAT, avendo così la possibilità di debuttare sulla nuova León. La stagione, seppur non negativa, si rivela al livello della precedente. La prima e unica vittoria arriva al quarto weekend stagionale, in Slovacchia. Oltre a ciò arrivano ben sei podi (in Italia, Slovacchia, Portogallo, Brasile, Stati Uniti e Giappone). Nonostante ciò l'enorme divario tra le Chevrolet e tutte le altre vetture (compresa quella di Tarquini) gli permette di classificarsi solo quarto con 252 punti, rivelandosi comunque il migliore tra i piloti non Chevrolet.

#### Ritorno alla Honda

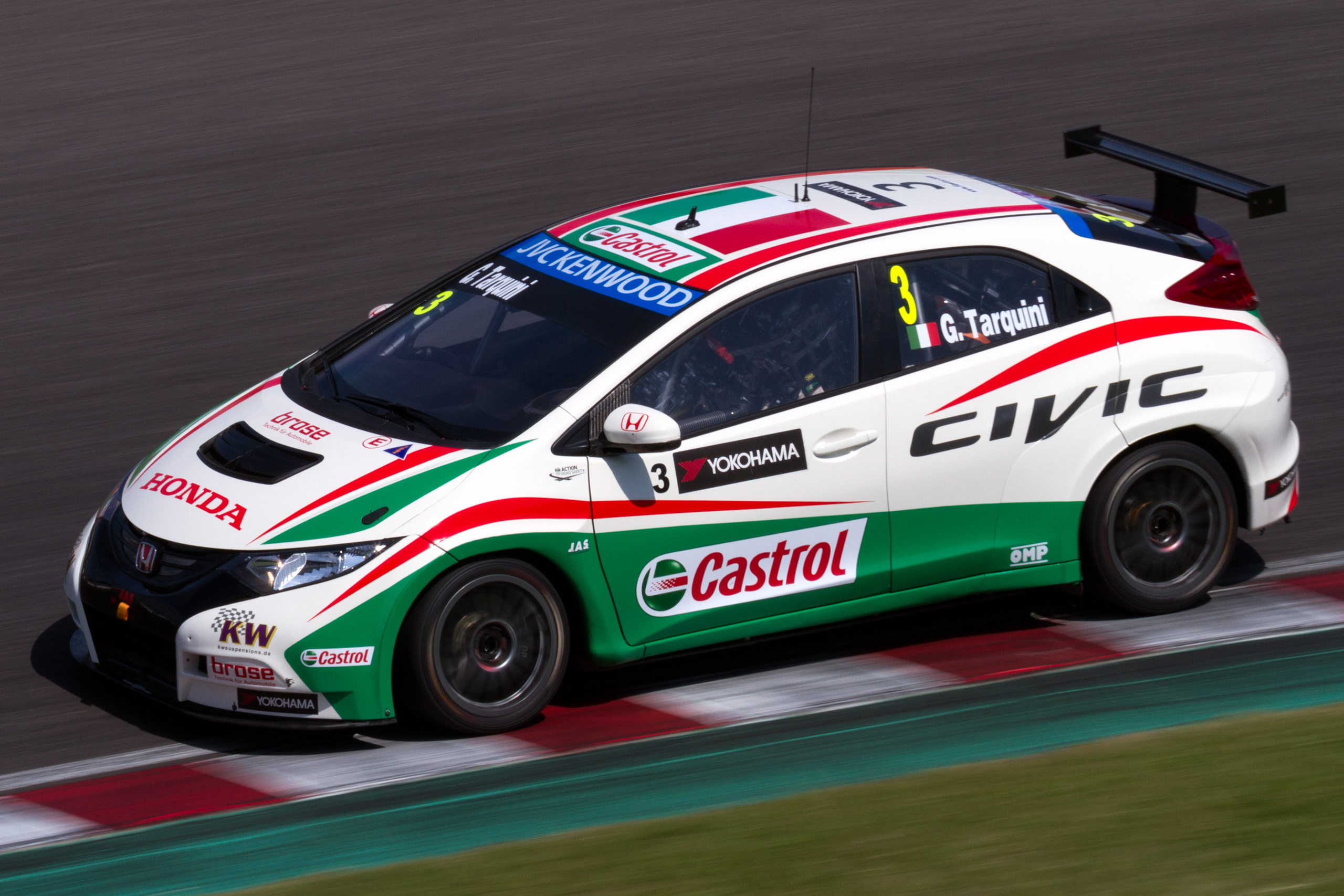
Tarquini al WTCC 2013 nel Gran Premio di Giappone a su una Honda Civic WTCC

Nel 2013, con il definitivo disimpegno della SEAT, viene ingaggiato insieme al suo compagno di squadra Tiago Monteiro, tornando così a essere un pilota ufficiale a tutti gli effetti. Con la nuova vettura ha riacquistato la competitività che gli era mancata nelle ultime stagioni, ottenendo due vittorie, in Slovacchia e Stati Uniti e sei podi. Nonostante ciò, non riesce ancora a vincere il titolo, classificandosi al secondo posto con 242 punti dietro a Muller.
Nel 2014, con l'introduzione delle nuove specifiche TC1 e il ritiro della Chevrolet, la Honda si è candidata, insieme alla nuova entrante Citroën, come principale favorita alla vittoria finale. Le vetture francesi, tuttavia, hanno mostrato fin da subito un ritmo nettamente superiore a tutti gli avversari. Nonostante la Honda Civic WTCC avesse messo in mostra buone prestazioni, Tarquini si classifica al sesto posto con 182 punti, dietro alle tre Citroën, alla Honda privata di Norbert Michelisz e al compagno di squadra Monteiro. Nel corso della stagione ha ottenuto una vittoria, in Giappone, e tre podi.
Confermato anche per il 2015, disputa una stagione simile alla precedente. Nonostante infatti riesca quasi sempre a chiudere a punti, la sua vettura si dimostra ancora una volta inferiore alle Citroën. A fine stagione si classifica quinto con 197, migliorandosi leggermente rispetto alla stagione e arrivando primo tra i piloti non Citroën. Questa stagione, tuttavia, è stata la prima e unica nella sua carriera nel WTCC nella quale non ha ottenuto nemmeno una vittoria.

#### Lada
Nel 2016, nonostante nel corso della stagione precedente fosse stato il migliore tra i piloti Honda, il costruttore giapponese ha scelto di non rinnovargli il contratto, scegliendo al suo posto Robert Huff. Qualche giorno dopo, tuttavia, è stato ingaggiato dalla Lada per sostituire proprio Huff. Con la casa russa si ritrova tuttavia a correre con una vettura nettamente meno competitiva rispetto agli anni precedenti. Nonostante ciò riesce a ottenere ben due vittorie (in Russia e Qatar) e due podi nel corso della stagione, classificandosi nono assoluto. A fine anno, nonostante fosse sotto contratto con la Lada anche per il 2017, si è ritrovato improvvisamente senza un sedile a causa del ritiro del costruttore russo dal campionato.

#### Hyundai
Non avendo trovato una nuova scuderia, è stato ingaggiato dalla Hyundai come collaudatore della sua vettura con specifiche TCR, che avrebbe dovuto debuttare nel 2018. Nel corso dell'anno è inoltre riuscito a disputare una gara nel WTCC, facendo ritorno alla Honda in Cina in sostituzione dell'infortunato Monteiro. Nel corso del weekend ha ottenuto un quinto e un quarto posto, ma è stato in seguito squalificato insieme ai suoi compagni di squadra a causa di un'irregolarità sugli iniettori della sua vettura.
Nel 2018, in seguito alla fusione tra campionato del mondo turismo e TCR International Series nella coppa del mondo turismo, è stato confermato dalla Hyundai per il nuovo campionato, avendo così la possibilità di tornare a competere nella massima serie per vetture turismo. Non potendo per regolamento i costruttori competere in maniera diretta, è stato ingaggiato dal BRC Racing Team, scuderia supportata dalla casa coreana. Ritrovatosi su una delle vetture più competitive del campionato, ha subito mostrato una grande competitività, vincendo due gare su tre nel primo weekend stagionale. Nonostante un calo nella parte centrale della stagione dovuto a un cambio di BoP sulle Hyundai, il pilota italiano si è mantenuto in testa alla classifica per gran parte della stagione, ritrovandosi ancora una volta a battagliare con lo storico rivale Yvan Muller, anch'egli su Hyundai. Nonostante una non molto positiva prestazione nell'ultima gara stagionale, a Macao, Tarquini è riuscito infine ad aggiudicarsi il suo quarto titolo in carriera all'età di 56 anni.

## Altre attività
Accanto all'attività di pilota, ha anche lavorato per diverso tempo nel ruolo di commentatore tecnico dei Gran Premi di Formula 1 dapprima per TELE+ e in seguito per Sky Sport.

## Risultati

### Formula 1
| 1987 | Scuderia | Vettura |  |     |  |  |  |  |  |  |  |  |  |  |  |  |  |  |  | Punti | Pos. |
| ---- | -------- | ------- |  | --- |  |  |  |  |  |  |  |  |  |  |  |  |  |  |  | ----- | ---- |
| 1987 | Osella   | FA1F    |  | Rit |  |  |  |  |  |  |  |  |  |  |  |  |  |  |  | 0     |      |

| 1988 | Scuderia | Vettura        |     |     |     |    |   |     |     |     |     |    |    |    |    |     |     |    |  | Punti | Pos. |
| ---- | -------- | -------------- | --- | --- | --- | -- | - | --- | --- | --- | --- | -- | -- | -- | -- | --- | --- | -- |  | ----- | ---- |
| 1988 | Coloni   | FC188 / FC188B | Rit | Rit | Rit | 14 | 8 | NPQ | NPQ | NPQ | NPQ | 13 | NC | NQ | 11 | NPQ | NPQ | NQ |  | 0     |      |

| 1989 | Scuderia | Vettura |  |   |     |   |   |     |     |    |     |     |     |     |     |     |     |     |  | Punti | Pos. |
| ---- | -------- | ------- |  | - | --- | - | - | --- | --- | -- | --- | --- | --- | --- | --- | --- | --- | --- |  | ----- | ---- |
| 1989 | AGS      | JH24    |  | 8 | Rit | 6 | 7 | Rit | Rit | NQ | NPQ | NPQ | NPQ | NPQ | NPQ | NPQ | NPQ | NPQ |  | 1     | 27º  |

| 1990 | Scuderia | Vettura     |     |     |     |     |     |     |    |     |     |    |    |    |    |     |    |     |  | Punti | Pos. |
| ---- | -------- | ----------- | --- | --- | --- | --- | --- | --- | -- | --- | --- | -- | -- | -- | -- | --- | -- | --- |  | ----- | ---- |
| 1990 | AGS      | JH24 / JH25 | NPQ | NPQ | NPQ | NPQ | NPQ | NPQ | NQ | Rit | NPQ | 13 | NQ | NQ | NQ | Rit | NQ | Rit |  | 0     |      |

| 1991 | Scuderia        | Vettura             |   |     |    |     |    |    |    |    |    |     |     |     |    |    |    |     |  | Punti | Pos. |
| ---- | --------------- | ------------------- | - | --- | -- | --- | -- | -- | -- | -- | -- | --- | --- | --- | -- | -- | -- | --- |  | ----- | ---- |
| 1991 | AGS e Fondmetal | JH25/JH27 e Fomet 1 | 8 | Rit | NQ | Rit | NQ | NQ | NQ | NQ | NQ | NPQ | NPQ | NPQ | NQ | 12 | 11 | NPQ |  | 0     |      |

| 1992 | Scuderia  | Vettura     |     |     |     |     |     |     |     |     |    |     |     |     |     |  |  |  |  | Punti | Pos. |
| ---- | --------- | ----------- | --- | --- | --- | --- | --- | --- | --- | --- | -- | --- | --- | --- | --- |  |  |  |  | ----- | ---- |
| 1992 | Fondmetal | GR01 / GR02 | Rit | Rit | Rit | Rit | Rit | Rit | Rit | Rit | 14 | Rit | Rit | Rit | Rit |  |  |  |  | 0     |      |

| 1995 | Scuderia | Vettura |  |  |  |  |  |  |  |  |  |  |  |  |  |    |  |  |  | Punti | Pos. |
| ---- | -------- | ------- |  |  |  |  |  |  |  |  |  |  |  |  |  | -- |  |  |  | ----- | ---- |
| 1995 | Tyrrell  | 023     |  |  |  |  |  |  |  |  |  |  |  |  |  | 14 |  |  |  | 0     |      |

| Legenda | 1º posto     | 2º posto | 3º posto    | A punti         | Senza punti/Non class.  | Grassetto – Pole position Corsivo – Giro più veloce |
| Legenda | Squalificato | Ritirato | Non partito | Non qualificato | Solo prove/Terzo pilota | Grassetto – Pole position Corsivo – Giro più veloce |

### Campionato britannico turismo
(legenda)(Le gare in grassetto indicano la pole position) (Gare in corsivo indicano Gpv)
| Anno | Scuderia                    | Vettura           | 1       | 2       | 3       | 4        | 5         | 6        | 7         | 8       | 9         | 10        | 11        | 12      | 13        | 14        | 15      | 16        | 17        | 18        | 19      | 20        | 21        | 22        | 23        | 24        | 25       | 26    | Pos. | Punti |
| ---- | --------------------------- | ----------------- | ------- | ------- | ------- | -------- | --------- | -------- | --------- | ------- | --------- | --------- | --------- | ------- | --------- | --------- | ------- | --------- | --------- | --------- | ------- | --------- | --------- | --------- | --------- | --------- | -------- | ----- | ---- | ----- |
| 1994 | Alfa Corse                  | Alfa Romeo 155 TS | THR 1   | BRH 1   | BRH 2 1 | SNE 1    | SIL 1     | SIL 2 NP | OUL 1 NP  | DON 1 3 | DON 2 NP  | BRH 3 1   | BRH 4 1   | SIL 3 2 | KNO 1 Rit | KNO 2 NP  | OUL 2 3 | BRH 3 2   | BRH 4 2   | SIL 4 2   | SIL 5 1 | DON 3 Rit | DON 4     |           |           |           |          |       | 1º   | 298   |
| 1995 | Alfa Romeo Old Spice Racing | Alfa Romeo 155 TS | DON 1   | DON 2   | BRH 1   | BRH 2    | THR 1     | THR 2    | SIL 1     | SIL 2   | OUL 1 11  | OUL 2 Rit | BRH 3     | BRH 4   | DON 3     | DON 4     | SIL 3   | KNO 1 Rit | KNO 2 8   | BRH 5 Rit | BRH 6 4 | SNE 1 4   | SNE 2 Rit | OUL 3 4   | OUL 4 13  | SIL 4 Rit | SIL 5 15 |       | 16º  | 33    |
| 1997 | Team Honda Sport            | Honda Accord      | DON 1 7 | DON 2 4 | SIL 1 5 | SIL 2 15 | THR 1 2   | THR 2 1  | BRH 1 6   | BRH 2   | OUL 1 Rit | OUL 2 Rit | DON 3 Rit | DON 4 6 | CRO 1 Rit | CRO 2 Rit | KNO 1 7 | KNO 2 3   | SNE 1 Rit | SNE 2 3   | THR 1 4 | THR 2 4   | BRH 3 Rit | BRH 4 7   | SIL 3 4   | SIL 4 3   |          |       | 6º   | 130   |
| 1999 | Team Honda Sport            | Honda Accord      | DON 1   | DON 2   | SIL 1   | SIL 2    | THR 1     | THR 2    | BRH 1     | BRH 2   | OUL 1     | OUL 2     | DON 3     | DON 4   | CRO 1     | CRO 2     | SNE 1   | SNE 2     | THR 3     | THR 4     | KNO 1 2 | KNO 2 6   | BRH 3 Rit | BRH 4 Rit | OUL 3     | OUL 4     | SIL 3    | SIL 4 | 14º  | 17    |
| 2000 | Redstone Team Honda         | Honda Accord      | BRH 1 9 | BRH 2 6 | DON 1 4 | DON 2    | THR 1 Rit | THR 2 5  | KNO 1 Rit | KNO 2 1 | OUL 1 9   | OUL 2 8   | SIL 1 5   | SIL 2   | CRO 1 6   | CRO 2 Rit | SNE 1 6 | SNE 2 7   | DON 3 6   | DON 4 1   | BRH 3 9 | BRH 4 10  | OUL 3 2   | OUL 4 1   | SIL 3 Rit | SIL 4 6   |          |       | 6º   | 149   |

### Campionato internazionale turismo
(legenda) (Le gare in grassetto indicano la pole position) (Gare in corsivo indicano Gpv)
| Anno | Scuderia                  | Vettura              | 1         | 2        | 3        | 4       | 5         | 6        | 7         | 8        | 9         | 10       | 11       | 12       | 13      | 14      | 15        | 16       | 17        | 18        | 19       | 20      | 21      | 22        | 23        | 24       | 25       | 26        | Pos. | Punti |
| ---- | ------------------------- | -------------------- | --------- | -------- | -------- | ------- | --------- | -------- | --------- | -------- | --------- | -------- | -------- | -------- | ------- | ------- | --------- | -------- | --------- | --------- | -------- | ------- | ------- | --------- | --------- | -------- | -------- | --------- | ---- | ----- |
| 1996 | JAS Motorsport Alfa Romeo | Alfa Romeo 155 V6 TI | HOC 1 Rit | HOC 2 NP | NÜR 1 10 | NÜR 2 5 | EST 1 Rit | EST 2 14 | HEL 1 Rit | HEL 2 NP | NOR 1 Rit | NOR 2 NP | DIE 1 20 | DIE 2 NP | SIL 1 2 | SIL 2 1 | NÜR 3 Rit | NÜR 4 17 | MAG 1 15† | MAG 2 Rit | MUG 1 13 | MUG 2 6 | HOC 1 4 | HOC 2 Rit | INT 1 Rit | INT 2 NP | SUZ 1 NP | SUZ 2 Rit | 14º  | 60    |

### Super Tourenwagen Cup
(legenda) (Le gare in grassetto indicano la pole position) (Gare in corsivo indicano Gpv)
| Anno | Scuderia             | Vettura      | 1       | 2        | 3       | 4         | 5       | 6       | 7        | 8        | 9       | 10      | 11        | 12       | 13        | 14       | 15      | 16      | 17       | 18       | 19       | 20      | Pos. | Punti |
| ---- | -------------------- | ------------ | ------- | -------- | ------- | --------- | ------- | ------- | -------- | -------- | ------- | ------- | --------- | -------- | --------- | -------- | ------- | ------- | -------- | -------- | -------- | ------- | ---- | ----- |
| 1998 | JAS Team Honda Sport | Honda Accord | HOC 1 7 | HOC 2 11 | NÜR 1 8 | NÜR 2 Rit | SAC 1 5 | SAC 2 4 | NOR 1 5  | NOR 2 7  | LAH 1 3 | LAH 2 1 | WUN 1 Rit | WUN 2 NP | ZWE 1 4   | ZWE 2 22 | SAL 1 5 | SAL 2 4 | OSC 1 16 | OSC 2 12 | NÜR 3 21 | NÜR 4 9 | 7º   | 335   |
| 1999 | JAS Team Honda Sport | Honda Accord | SAC 1 8 | SAC 2 7  | ZWE 1 7 | ZWE 2 3   | OSC 1 3 | OSC 2 5 | NOR 1 16 | NOR 2 NP | MIS 1 4 | MIS 2 3 | NÜR 1 2   | NÜR 2 3  | SAL 1 Rit | SAL 2 6  | OSC 3 1 | OSC 4 2 | HOC 1 6  | HOC 2 6  | NÜR 3 11 | NÜR 4 3 | 4º   | 470   |

### Campionato europeo turismo
(legenda) (Le gare in grassetto indicano la pole position) (Gare in corsivo indicano Gpv)
| Anno | Scuderia                  | Vettura            | 1         | 2         | 3         | 4         | 5       | 6         | 7         | 8       | 9       | 10        | 11      | 12       | 13        | 14       | 15      | 16      | 17        | 18       | 19       | 20        | Pos. | Punti |
| ---- | ------------------------- | ------------------ | --------- | --------- | --------- | --------- | ------- | --------- | --------- | ------- | ------- | --------- | ------- | -------- | --------- | -------- | ------- | ------- | --------- | -------- | -------- | --------- | ---- | ----- |
| 2000 | JAS Engineering           | Honda Accord       | MUG 1     | MUG 2     | PER 1     | PER 2     | A1R 1   | A1R 2     | MON 1     | MON 2   | HUN 1   | HUN 2     | IMO 1   | IMO 2    | MIS 1     | MIS 2    | BRN 1   | BRN 2   | VAL 1 7   | VAL 2 NP | MOB 1 11 | MOB 2 6   | 16º  | 10    |
| 2001 | JAS Engineering Italia IP | Honda Accord       | MON 1 Rit | MON 2 1   | BRN 1 Rit | BRN 2 3   | MAG 1   | MAG 2 Rit | SIL 1     | SIL 2 1 | ZOL 1   | ZOL 2 14  | HUN 1 2 | HUN 2 4  | A1R 1     | A1R 2 1  | NÜR 1 2 | NÜR 2   | JAR 1     | JAR 2 1  | EST 1 2  | EST 2 Rit | 3º   | 579   |
| 2002 | GTA Racing Team Nordauto  | Alfa Romeo 156 GTA | MAG 1     | MAG 2     | SIL 1     | SIL 2     | BRN 1   | BRN 2     | JAR 1     | JAR 2   | AND 1   | AND 2     | OSC 1   | OSC 2    | SPA 1     | SPA 2    | PER 1   | PER 2   | DON 1 3   | DON 2 7  | EST 1    | EST 2     | 14º  | 4     |
| 2003 | GTA Racing Team Nordauto  | Alfa Romeo 156 GTA | VAL 1     | VAL 2 4   | MAG 1 4   | MAG 2 Rit | PER 1 3 | PER 2 1   | BRN 1 6   | BRN 2 4 | DON 1   | DON 2 17  | SPA 1   | SPA 2 14 | AND 1 Rit | AND 2 NP | OSC 1 2 | OSC 2 5 | EST 1     | EST 2 1  | MON 1 4  | MON 2 3   | 1º   | 107   |
| 2004 | AutoDelta Squadra Corse   | Alfa Romeo 156     | MON 1     | MON 2 Rit | VAL 1     | VAL 2     | MAG 1 5 | MAG 2     | HOC 1 Rit | HOC 2 6 | BRN 1 9 | BRN 2 Rit | DON 1 3 | DON 2    | SPA 1 5   | SPA 2 4  | IMO 1   | IMO 2 1 | OSC 1 Rit | OSC 2 NP | DUB 1    | DUB 2 1   | 3º   | 106   |

### Campionato del mondo turismo
(legenda) (Le gare in grassetto indicano la pole position) (Gare in corsivo indicano Gpv)
| Anno | Scuderia                             | Vettura             | 1         | 2         | 3       | 4         | 5         | 6         | 7        | 8         | 9         | 10        | 11       | 12        | 13        | 14        | 15        | 16       | 17        | 18        | 19        | 20        | 21       | 22        | 23       | 24        | Pos. | Punti |
| ---- | ------------------------------------ | ------------------- | --------- | --------- | ------- | --------- | --------- | --------- | -------- | --------- | --------- | --------- | -------- | --------- | --------- | --------- | --------- | -------- | --------- | --------- | --------- | --------- | -------- | --------- | -------- | --------- | ---- | ----- |
| 2005 | Alfa Romeo Racing Team               | Alfa Romeo 156      | ITA 1 2   | ITA 2 Rit | FRA 1 4 | FRA 2 8   | GBR 1     | GBR 2 3   | RSM 1 15 | RSM 2 10  | MES 1 2   | MES 2 4   | BEL 1 4  | BEL 2 17† | GER 1 13  | GER 2 14  | TUR 1 7   | TUR 2 1  | SPA 1 16  | SPA 2 23† | MAC 1 NP  | MAC 2 NP  |          |           |          |           | 7º   | 55    |
| 2006 | SEAT Sport                           | SEAT León           | ITA 1 5   | ITA 2 6   | FRA 1 4 | FRA 2 5   | GBR 1 6   | GBR 2 4   | GER 1 4  | GER 2 7   | BRA 1 4   | BRA 2 5   | MES 1 10 | MES 2 8   | CEC 1 Rit | CEC 2 10  | TUR 1 3   | TUR 2 1  | SPA 1 24† | SPA 2 NP  | MAC 1 11  | MAC 2 Rit |          |           |          |           | 5º   | 57    |
| 2007 | SEAT Sport                           | SEAT León           | BRA 1 4   | BRA 2 5   | OLA 1 7 | OLA 2 1   | SPA 1 Rit | SPA 2 24† | FRA 1 19 | FRA 2 12  | CEC 1 7   | CEC 2 4   | POR 1 4  | POR 2 7   | SVE 1 5   | SVE 2 7   | GER 1 2   | GER 2 7  | GBR 1 10  | GBR 2 Rit | ITA 1 6   | ITA 2 Rit | MAC 1 2  | MAC 2 14  |          |           | 8º   | 62    |
| 2008 | SEAT Sport                           | SEAT León TDI       | BRA 1 5   | BRA 2 1   | MES 1 5 | MES 2 3   | SPA 1 2   | SPA 2 5   | FRA 1 5  | FRA 2 4   | CEC 1 6   | CEC 2 1   | POR 1 13 | POR 2 11  | GBR 1 7   | GBR 2 5   | GER 1 24  | GER 2 16 | EUR 1 5   | EUR 2 Rit | ITA 1 2   | ITA 2 1   | GPN 1 10 | GPN 2 Rit | MAC 1 7  | MAC 2 12† | 2º   | 88    |
| 2009 | SEAT Sport                           | SEAT León TDI       | BRA 1 4   | BRA 2 1   | MES 1 6 | MES 2 8   | MAR 1 2   | MAR 2 5   | FRA 1 12 | FRA 2 6   | SPA 1 3   | SPA 2 3   | CEC 1 3  | CEC 2 5   | POR 1     | POR 2 Rit | GBR 1 4   | GBR 2 3  | GER 1 2   | GER 2 3   | ITA 1     | ITA 2     | GPN 1 5  | GPN 2 7   | MAC 1 2  | MAC 2 5   | 1º   | 127   |
| 2010 | SR-Sport                             | SEAT León TDI       | BRA 1 4   | BRA 1     | MAR 1   | MAR 2 6   | ITA 1 7   | ITA 2 20† | BEL 1    | BEL 1 6   | POR 1 3   | POR 1     | GBR 1 4  | GBR 2 3   | CEC 1 2   | CEC 2 18† | GER 1 Rit | GER 2 9  | SPA 1     | SPA 2 3   | GIA 1 5   | GIA 2 Rit | MAC 1 4  | MAC 2     |          |           | 2º   | 276   |
| 2011 | Lukoil – SUNRED                      | SUNRED SR León 1.6T | BRA 1 7   | BRA 2 6   | BEL 1 4 | BEL 2 1   | ITA 1 Rit | ITA 2 10  | UNG 1 6  | UNG 2 3   | CEC 1 NC  | CEC 2 6   | POR 1 5  | POR 2 7   | GBR 1 5   | GBR 2 7   | GER 1 3   | GER 2 3  | SPA 2 17† | SPA 2 4   | GIA 1 9   | GIA 2 Rit | CIN 1 NC | CIN 2     | MAC 1 3  | MAC 2 4   | 5º   | 204   |
| 2012 | Lukoil Racing Team                   | SEAT León WTCC      | ITA 1 3   | ITA 2 Rit | SPA 1 2 | SPA 2 9   | MAR 1 11  | MAR 2 Rit | SLO 1    | SLO 2 3   | UNG 1 Rit | UNG 2 6   | AUS 1 4  | AUS 2 16  | POR 1 2   | POR 2 19† | BRA 1 4   | BRA 2 3  | USA 1 4   | USA 2 3   | GIA 1 4   | GIA 2 3   | CIN 1 5  | CIN 2 6   | MAC 1 4  | MAC 2 20† | 4º   | 252   |
| 2013 | Castrol Honda World Touring Car Team | Honda Civic WTCC    | ITA 1 4   | ITA 2 3   | MAR 1 2 | MAR 2 Rit | SVC 1     | SVC 2 3   | UNG 1 3  | UNG 2 Rit | AUT 1 12  | AUT 2 8   | RUS 1 6  | RUS 2 7   | POR 1 Rit | POR 2 20  | ARG 1 4   | ARG 2    | USA 1 6   | USA 2 1   | GPN 1 27† | GPN 2 4   | CIN 1 7  | CIN 2     | MAC 1 NP | MAC 2 8   | 2º   | 242   |
| 2014 | Castrol Honda World Touring Car Team | Honda Civic WTCC    | MAR 1 NP  | MAR 2 NP  | FRA 1 3 | FRA 2 4   | UNG 1 4   | UNG 2 8   | SVC 1 8  | SVC 2 C   | AUT 1 8   | AUT 2     | RUS 1 2  | RUS 2 Rit | BEL 1 8   | BEL 2 8   | ARG 1 8   | ARG 2 4  | PEC 1 16† | PEC 2 10  | CIN 1 6   | CIN 2 Rit | GPN 1 6  | GPN 2 1   | MAC 1 3  | MAC 2 NP  | 6º   | 182   |
| 2015 | Castrol Honda World Touring Car Team | Honda Civic WTCC    | ARG 1 5   | ARG 2 4   | MAR 1 7 | MAR 2 5   | UNG 1 SQ  | UNG 2 13  | GER 1 6  | GER 2 4   | RUS 1 3   | RUS 2 Rit | SVC 1 6  | SVC 2 4   | FRA 1 8   | FRA 2 5   | POR 1 4   | POR 2 3  | GPN 1 3   | GPN 2 12  | CIN 1 Rit | CIN 2     | THA 1 5  | THA 2 5   | QAT 1 15 | QAT 2 7   | 5º   | 197   |
| 2016 | Lada Sport Rosneft                   | Lada Vesta WTCC     | FRA 1 Rit | FRA 2 Rit | SVC 1 4 | SVC 2 13  | UNG 1 5   | UNG 2 Rit | MAR 1 4  | MAR 2 3   | GER 1 7   | GER 2 9   | RUS 1    | RUS 2     | POR 1 12  | POR 2 13  | ARG 1 14  | ARG 2 13 | GPN 1 10  | GPN 2 10  | CIN 1 16† | CIN 2 5   | QAT 1    | QAT 2 7   |          |           | 9º   | 147   |
| 2017 | Castrol Honda World Touring Car Team | Honda Civic WTCC    | MAR 1     | MAR 2     | ITA 1   | ITA 2     | UNG 1     | UNG 2     | GER 1    | GER 2     | POR 1     | POR 2     | ARG 1    | ARG 2     | CIN 1 SQ  | CIN 2 SQ  | GPN 1     | GPN 2    | MAC 1     | MAC 2     | QAT 1     | QAT 2     |          |           |          |           | NC   | 0     |

### Coppa del mondo turismo
| Anno | Scuderia                           | Vettura               | 1        | 2         | 3         | 4        | 5        | 6         | 7         | 8         | 9        | 10        | 11       | 12       | 13        | 14       | 15        | 16        | 17        | 18        | 19        | 20        | 21      | 22       | 23       | 24       | 25      | 26       | 27        | 28      | 29        | 30       | Pos. | Punti |
| ---- | ---------------------------------- | --------------------- | -------- | --------- | --------- | -------- | -------- | --------- | --------- | --------- | -------- | --------- | -------- | -------- | --------- | -------- | --------- | --------- | --------- | --------- | --------- | --------- | ------- | -------- | -------- | -------- | ------- | -------- | --------- | ------- | --------- | -------- | ---- | ----- |
| 2018 | BRC Racing Team                    | Hyundai i30 N TCR     | MAR 1    | MAR 2 19† | MAR 3 1   | UNG 1 6  | UNG 2 4  | UNG 3 1   | GER 1 Rit | GER 2 Rit | GER 3 NP | OLA 1 Rit | OLA 2 19 | OLA 3 18 | POR 1 4   | POR 2 9  | POR 3 2   | SVC 1 3   | SVC 2 1   | SVC 3 Rit | NIN 1 4   | NIN 2 Rit | NIN 3 2 | WUH 1 17 | WUH 2 NC | WUH 3 13 | GPN 1 8 | GPN 2 5  | GPN 3 1   | MAC 1 4 | MAC 2 Rit | MAC 3 10 | 1º   | 306   |
| 2019 | BRC Hyundai N Squadra Corse        | Hyundai i30 N TCR     | MAR 1 4  | MAR 2 1   | MAR 3 5   | UNG 1 13 | UNG 2 17 | UNG 3 1   | SVC 1 6   | SVC 2 19  | SVC 3 9  | OLA 1 20  | OLA 2 13 | OLA 3 9  | GER 1 Rit | GER 2 23 | GER 3 5   | POR 1 Rit | POR 2 Rit | POR 3 15  | CIN 1 Rit | CIN 2     | CIN 3   | GPN 1 7  | GPN 2 3  | GPN 3 6  | MAC 1 9 | MAC 2 11 | MAC 3 Rit | MAL 1 3 | MAL 2 26  | MAL 3 18 | 8º   | 222   |
| 2020 | BRC Hyundai N Lukoil Squadra Corse | Hyundai i30 N TCR     | BEL 1 15 | BEL 2 15  | GER 1 NP  | GER 2 NP | SVC 1 2  | SVC 2 Rit | SVC 3 Rit | UNG 1 NC  | UNG 2 18 | UNG 3 7   | SPA 1 5  | SPA 2 5  | SPA 3     | ARA 1 15 | ARA 2 Rit | ARA 3 13  |           |           |           |           |         |          |          |          |         |          |           |         |           |          | 14º  | 79    |
| 2021 | BRC Hyundai N Lukoil Squadra Corse | Hyundai Elantra N TCR | GER 1 6  | GER 2 Rit | POR 1 Rit | POR 2 4  | SPA 1    | SPA 2 6   | UNG 1 12  | UNG 2 Rit | CEC 1 10 | CEC 2 Rit | FRA 1 3  | FRA 2 8  | ITA 1 9   | ITA 2 5  | RUS 1 14  | RUS 2 Rit |           |           |           |           |         |          |          |          |         |          |           |         |           |          | 12º  | 114   |